# Diego Alfaro

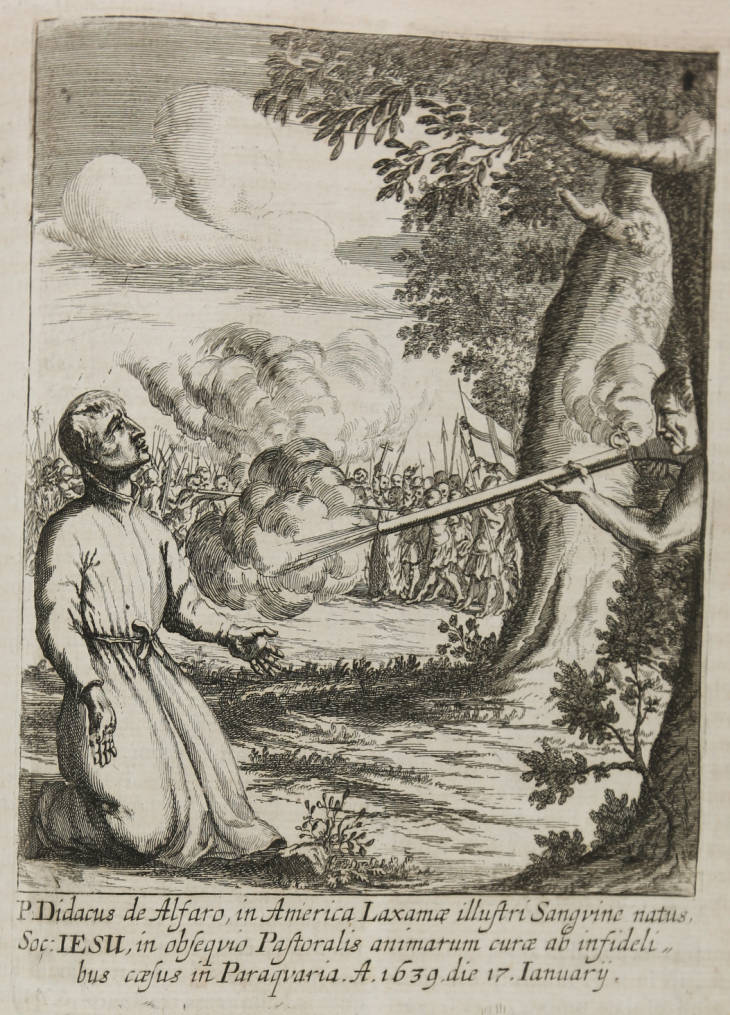
Diego de Alfaro. Grabado de Melchior Küsel por dibujo de Karel Škréta. Mathias Tanner, Societas Jesu usque ad sanguinis et vitae profusionem militans, in Europa, Africa, Asia, et America, contra gentiles, Mahometanos, Judaeos, haereticos, impios, pro Deo, fide, Ecclesia, pietate, sive, Vita, et mors eorum, qui ex Societate Jesu in causa fide, Praga, 1675.

Diego Alfaro (Panamá, 1596-Caazapá-guazú, Rio Grande do Sul, 1639) fue un sacerdote jesuita, misionero, muerto en la batalla de Caazapá-guazú en la que combatió al lado de los indígenas guaraníes contra los bandeirantes brasileños.

## Biografía
Hijo del licenciado Francisco Alfaro, que en 1594 llegó destinado a la Real Audiencia de Panamá como fiscal, de donde pasó como oidor a la de Charcas con el cargo de visitador de las gobernaciones de Tucumán y Río de la Plata, donde dictó unas ordenanzas contra los encomenderos, inició sus estudios en Lima. Viajó a la península para realizar sus estudios superiores en la Universidad de Salamanca y el 28 de marzo de 1614 ingresó en la Compañía de Jesús en la provincia de Castilla, realizando el noviciado en la Casa de Probación de Villagarcía de Campos, donde lo conoció el padre Juan Eusebio de Nieremberg que, a raíz de su muerte, puso por escrito los recuerdos del que había sido su compañero de estudios. Acabado el noviciado regresó a América, arribando a Buenos Aires en febrero de 1617. Completó sus estudios de filosofía y teología en el Colegio Máximo de Córdoba del Tucumán, en el que impartió clases de filosofía de 1623 a 1625, y en 1626 se incorporó a las misiones como compañero de Roque González de Santa Cruz, a quien luego sustituyó, siendo destinado a Concepción, donde aprendió guaraní. En 1632 fue designado comisario del Santo Oficio de Lima en Asunción, donde el 19 de marzo profesó el cuarto voto. Fue también rector de su colegio (1631-1635) sin perder el contacto con las misiones, pues en 1633 participó en la fundación de la reducción de la Natividad de la Virgen de Araricá en el Tapé (Brasil). Como comisario del Santo Oficio redactó varias informaciones y censuras acerca de la condiciones de vida de los indígenas y contra los bandeirantes de André Fernandes, que han sido publicadas por Jaime Cortesão en Jesuitas e bandeirantes no Tape, 1615-1641 (Río de Janeiro, 1969).
Regresó a las misiones en 1637 reemplazando al padre Diego de Boroa como superior de las misiones guaraníes del Paraná y Uruguay y con ayuda de un destacamento de soldados españoles organizó a los indígenas para su defensa frente a los ataques de bandeirantes y mamelucos. Ante un nuevo ataque de estos, en diciembre de 1638, organizó la expedición que salió en su persecución para liberar a los cautivos apresados con intención de someterlos a esclavitud, dándoles alcance en Caazapá-guazú donde se libró la batalla el 17 de enero de 1639. Aunque los guaraníes salieron de ella victoriosos, un portugués escondido en su huida logró herir mortalmente al padre Alfaro. Su cuerpo, llevado a Concepción a hombros de los indígenas, fue sepultado en su iglesia junto a los mártires rioplatenses, Roque González, Juan del Castillo y Alfonso Rodríguez Olmedo.
Inmediatamente se planteó la cuestión de si su muerte, como pastor en defensa de su rebaño según decía el padre Boroa en carta al prepósito general Mucio Vitelleschi, podía ser calificada de martirio. En su defensa, Boroa incidía en los estragos que provocaban los portugueses de Brasil en sus incursiones, en las que por capturar a un puñado de esclavos causaban otras muchas muertes y la destrucción y despoblamiento de gran número de reducciones que con mucho trabajo habían levantado los hermanos de la Compañía, incluso destruyendo sus iglesias y profanando los sacramentos, al tiempo que restaba importancia al hecho de que llevase una escopeta, que solo habría empleado para animar a los indios a luchar en legítima defensa, cumpliendo con la obligación que como párroco tenía de defender a sus parroquianos. Haciendo acopio de autoridades y precedentes Boroa concluía que

Pues según el Doctor Angélico y estos graves Doctores es mártir el que dé la vida por qualquiera virtud, quien la dio por la maior de las virtudes, que es la caridad luz y resplandor de todas las virtudes con el maior acto della, que es dar la vida por sus amigos, esto es por sus parroquianos por sus ovejas por sus hijos en Xcristpo, y por sacar y redemir de cruel captiverio mas de dos mil almas que tenían en su palishada injustamente presos los Portugueses como de hecho se sacaron y pusieron en libertad de cuerpo y alma, pues todos se convirtieron ala fe, que los más eran infieles y muchos de sus hijos baptizé yo poco después, no obstante, como no obsta, alomenos en sentir muy probable el haver muerto el Padre en el conflicto dela pelea, aunque fuera defendiéndose, mucho fundamento ay para poder llamar mártir al Padre Diego de Alfaro, y para entender, que real y verdaderamente lo fue, y que su bendita alma coronada de Aureola de martirio pareció ante el tribunal de Xcristpo Señor Nuestro a alcanzar gracia y mesericordia para aquellos, por cuyo amor tenía derramando su sangre, y le favorece mucho la doctrina de nuestro Eximio Doctor Padre Francisco Suárez en su tomo de defensie fide libro 6. capítulo 11, probando que no solo hacen mártires la confession de la fe, como diximos de Santo Thomas, y el morir por no quebrar algún precepto, sino también el morir por alguna causa por la de Dios, y útil a los próximos.